# Li Qingzhao
Li Qingzhao (李清照T, Lǐ QīngzhàoP, pseudonimo Gahapati Yì'ān Jūshì 易安居士; Jinan, 1084 – Jinhua, 1151) è stata una poetessa cinese; le sue poesie sono considerate fra le più belle di tutta la dinastia Song e di tutta la letteratura cinese.

## Biografia

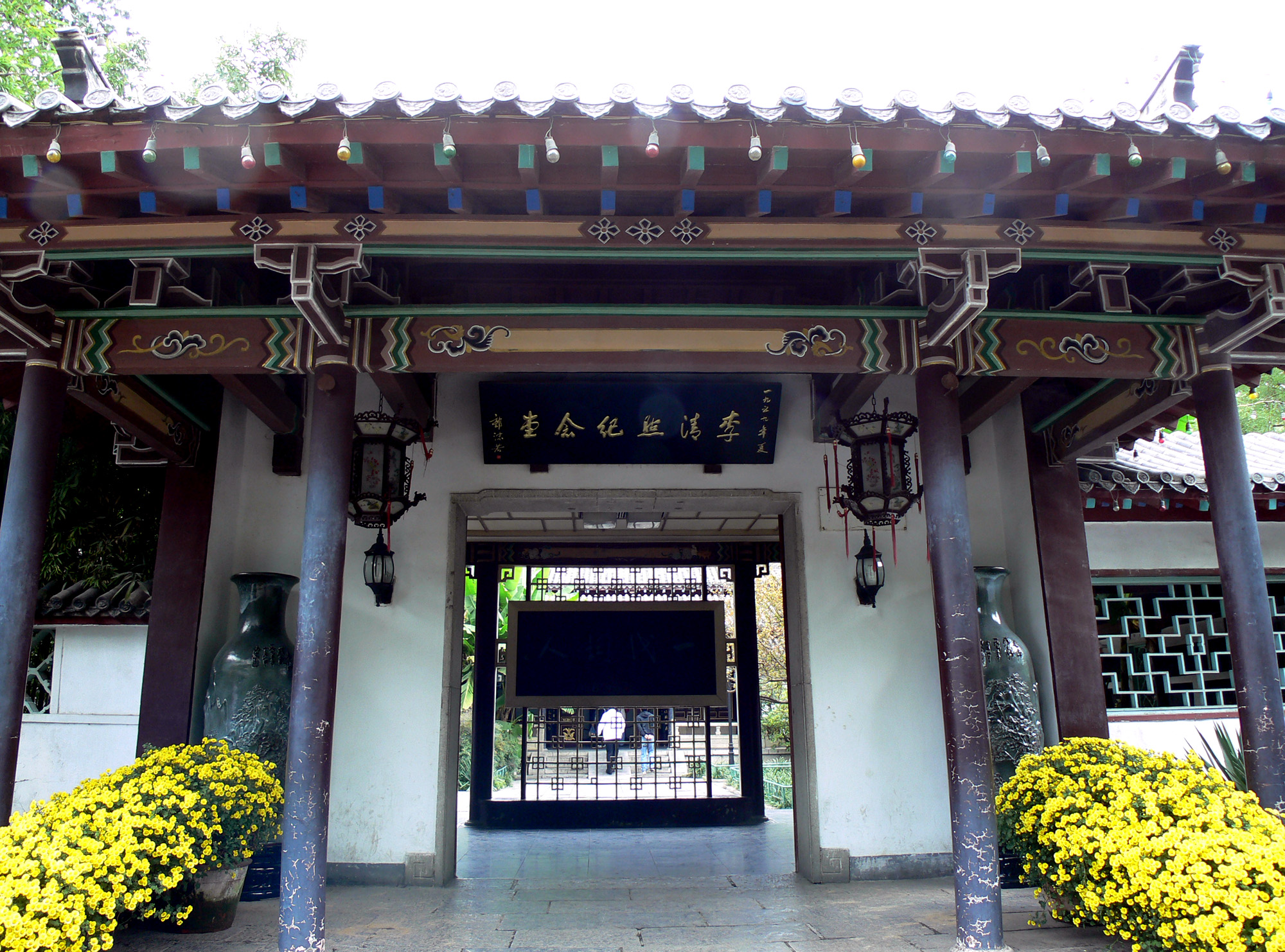
Li Qingzhao Memorial a Jinan

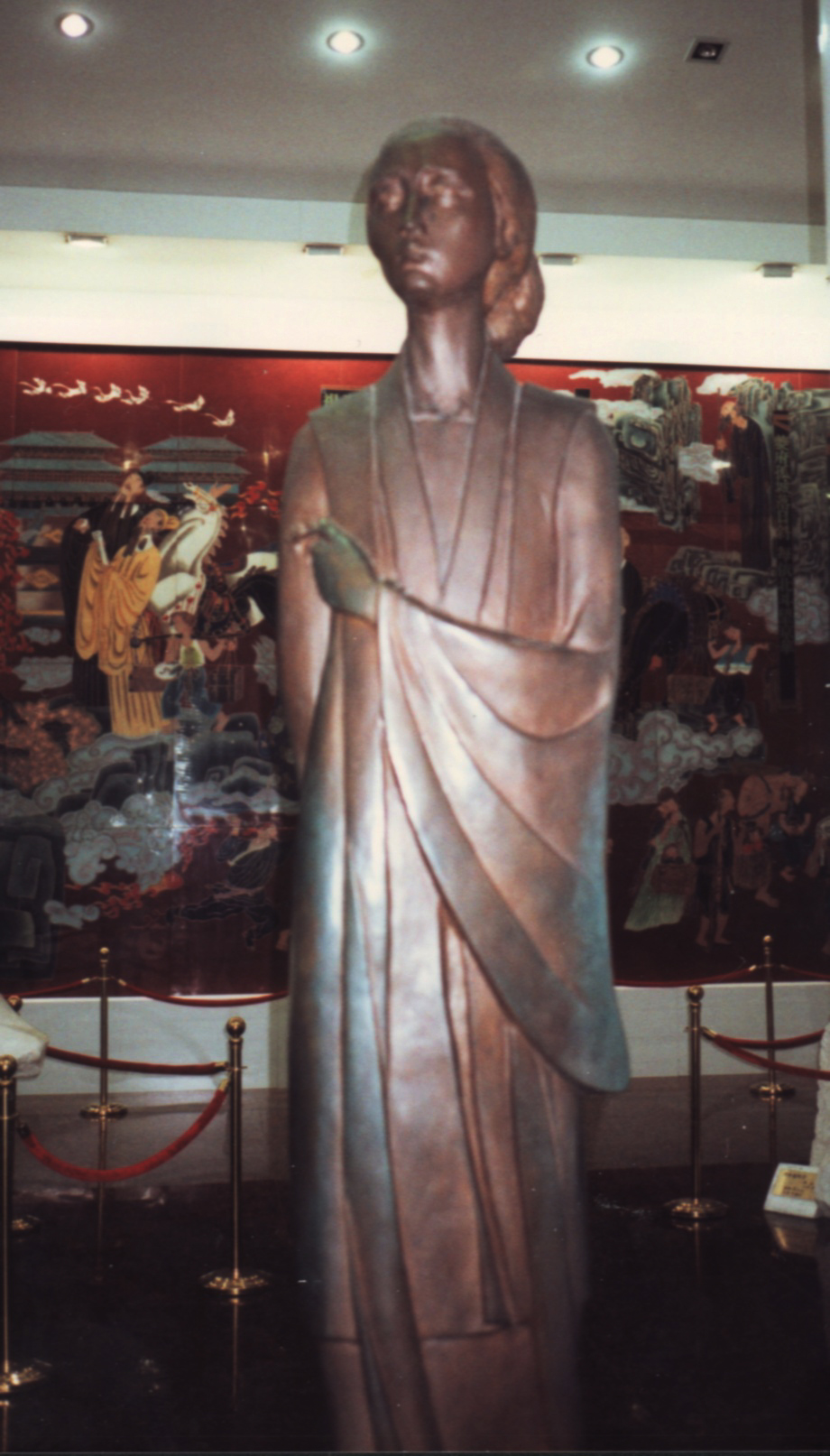
Statua di Li Qingzhao a Chongqing

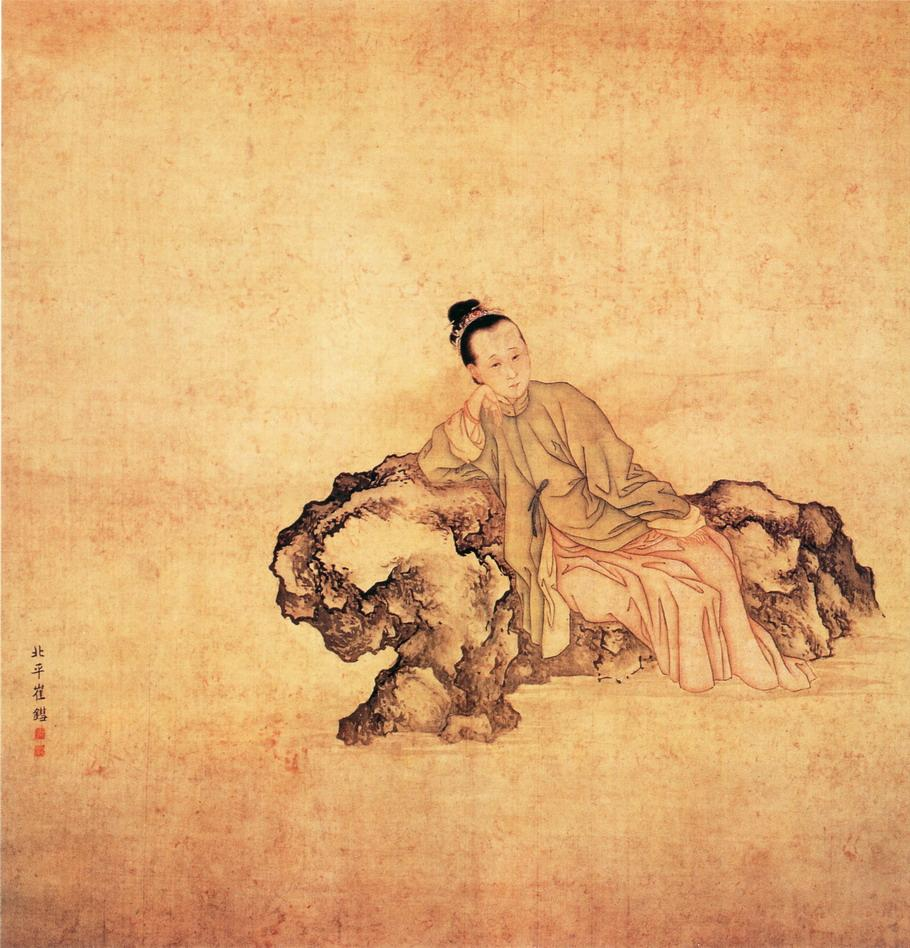
Ritratto di Li Qingzhao, Palace Museum, Pechino

### Nascita, studi ed esordi
Li Qingzhao nacque in una famiglia colta ed aristocratica, in cui suo padre, Li Gefei, era un professore all'Accademia Imperiale e un noto scrittore di prosa, sua madre aveva una certa reputazione come poetessa, ed erano amici del poeta, pittore e statista Su Shi.
Li Qingzhao, che crebbe circondata dalla notevole collezione di libri accumulata dalla sua famiglia, ricevette un'istruzione completa durante la sua infanzia e manifestò sin da giovane grandi doti di studiosa e di poetessa e prima di sposarsi, la sua poesia era già ben nota all'interno di circoli culturali.
Seguace del buddhismo, si sposò con il letterato Zhao Mingchen, un noto antiquario che aveva gli stessi suoi gusti letterari, le sue stesse passioni per l'epigrafia e il collezionismo d'arte, e che morì di tifo precocemente, nel 1129, dopo una vita coniugale felice.
Dopo l'invasione degli Jurchen nel nord della Cina, che fondarono la dinastia Jīn, Li Qingzhao fuggì nel sud della Cina, inizialmente assieme al marito e dopo la sua morte da sola, arrivando ad Hangzhou nel 1132 e due anni dopo a Jinhua, dove negli ultimi anni svolse l'attività di insegnante, e morì nel 1151.
Durante la sua carriera suscitò la gelosia di numerosi scrittori, che diffusero calunnie sul suo conto, come quella che si fosse risposata, in contraddizione con i suoi versi ricchi di dolore a causa della sua vedovanza.
Studi e ricerche recenti hanno rivalutato Li Qingzhao screditando queste calunnie.

### Poesie Ci
Fu una delle poche donne ad ottenere un grande successo nella letteratura come autrice di Ci (liriche su schema metrico derivato da antiche canzoni popolari anonime), incentrate su tematiche politiche patriottiche, sul dolore e sull'amore per il marito defunto,sull'odio per la guerra, sull'invasione degli Jurchen nel nord della Cina e sul suo conseguente esilio nel sud.

### Caratteristiche e pensiero poetico
La sua opera completa era composta, in origine, da sette volumi di saggi e sei di poesie, un famoso saggio critico sulla forma lirica della canzone, un racconto biografico non ortodosso della sua vita; sono sopravvissuti frammenti di un centinaio di poesiee il poemetto Dámǎtújīng (Gioco dei cavalli), che dimostrano le sue grandi qualità letterarie e la sua sensibilità umana.
La sua poesia si caratterizzò per la sua dizione sorprendente, per la sua attenzione ad esprimere le sue esperienze personali, per l'intensità emotiva, per le metafore, le similitudini e le allitterazioni. La sua opera poetica rispecchiò il suo mondo aristocratico, gli eventi della sua vita, con i primi lavori intrisi di una spensierata vitalità e i versi che ha scritto dopo la morte di suo marito e durante il suo esilio che esprimono un tono cupo, afflitto dal dolore, ma sempre eleganti e squisitamente composti.
Le immagini della natura, come la pioggia, il vento, i fiori, la flora, la fauna oppure gli oggetti della vita quotidiana, formano un insieme di grazia cristallina, palpitante per il miscelarsi con il corrispettivo paesaggio dell'anima della poetessa.

## Opere principali

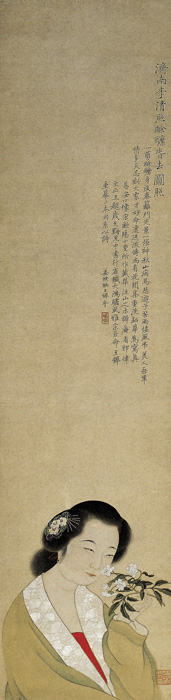
Li Qingzhao, dipinto di Jiang Xun (1764-1821)

- Cílùn (詞論), la poetica di liriche Ci;
- lettera a Qí Chónglǐ (綦崇礼);
- Dámǎtújīng (打馬圖經), il trattato sul "Gioco dei cavalli";
- Dámǎtújīng Xù (打馬圖經序), prefazione autobiografica del trattato;
- Jīnshílù Hòuxù (金石錄後序), prefazione successiva al catalogo delle iscrizioni su bronzo e pietra.